# TENET テネット
『TENET テネット』（原題: Tenet）は、2020年より公開されたアメリカ合衆国とイギリスの映画。クリストファー・ノーラン脚本・監督によるSFアクション映画。
出演はジョン・デヴィッド・ワシントンやロバート・パティンソンなど。
COVID-19パンデミックの影響で3度公開が延期され、イギリスでは2020年8月26日、アメリカ合衆国では2020年9月3日にIMAX、35mm、70mmで公開された。パンデミック停止後に公開された最初のハリウッド・テントポールであり、全世界で3億6,300万ドルの興行収入を記録し、2020年の第5位の興行収入を記録した。

## ストーリー
ウクライナ・キーウのオペラハウスにおいてテロリストによる立て籠り事件が発生。しかしこれは「プルトニウム241」を奪取したCIAスパイを暗殺するための偽装工作だった。彼を救出するため、ウクライナ人（運転手）の協力のもと、CIA特殊工作員の"主人公"（ジョン・デヴィッド・ワシントン）はウクライナ警察に混ざってオペラハウスに突入しスパイの救出に成功するが、直後に敵の息がかかっていたウクライナ人（運転手）たちに捕らえられてしまう。主人公はウクライナ人たちからプルトニウム241の在り処について拷問を受けたため、機密を守るべく自決用の毒薬を飲む。しかしそれは実は睡眠薬であり、目を覚ますと見知らぬ船にいた。そこでフェイ（マーティン・ドノヴァン）という男から、先の作戦行動は主人公の適性をはかるテストの一環でもあったことを明かされ、主人公の適性から第三次世界大戦を阻止する為の謎の存在"TENET"にスカウトされる。洋上の風力発電所に潜伏し休息した主人公は船を乗り継ぎ、ある研究室へと案内される。そこでバーバラ（クレマンス・ポエジー）という女に手ほどきを受け、彼は弾痕から拳銃の中へと「逆行する弾丸」の存在を知る。通常兵器が未来を変えるのに対して、未来からもたらされた逆行する兵器は過去を変えるのだという。主人公はオペラハウスの作戦中に、壁の弾痕から弾丸が敵の体を貫いて銃口の中へと戻る不思議な現象を目撃していたが、それこそがまさに「逆行する弾丸」であった。オペラハウスで奪ったプルトニウムの正体は未来人が作り出した時間を逆行させる装置「アルゴリズム」の1つで、9つに分解され未来から過去に保管された残りのアルゴリズムの存在を知ることになる。
弾丸の製造元からインドの武器商人の関与を疑った主人公はムンバイに赴き、協力者ニール（ロバート・パティンソン）と共に武器商人サンジェイ・シン（デンジル・スミス）を襲って口を割らせようとするが、妻のプリヤ（ディンパル・カパーディヤー）こそが黒幕であった。プリヤから、在英ロシア人の武器商人アンドレイ・セイター（ケネス・ブラナー）が弾丸を「逆行」させるなど未来人と関与していることを知らされ、セイターの妻であるキャサリン"キャット"（エリザベス・デビッキ）と接触を図る。かつてキャットは贋作師トマス・アレポと不倫関係にあり、そのアレポの描いたゴヤの贋作の件でセイターから脅されていた。セイターは脅迫のネタとして、贋作と分かっていながらそれを落札していたのだった。その絵はノルウェー・オスロ空港にある美術品保管倉庫"フリーポート"の貴重品庫に保管されていた。主人公はキャットにセイターとの間を取り持つよう依頼するが、その対価として、また義侠心から脅迫のネタであるゴヤの贋作を処分することを約束する。下調べの結果フリーポートの倉庫は厳重なセキュリティが売りだったが、火事などの災害となるとセキュリティが甘くなる弱点を見つける。主人公はニールや同じく協力者のマヒア（ヒメーシュ・パテル）と共にジャンボジェット機を倉庫に衝突させ、その大騒ぎの隙をついて警備を突破し贋作を処分することを計画する。
《フリーポートの一番奥へと侵入した主人公とニールは、銃撃戦の跡が残るガラスで隔てられた2つの部屋へと辿り着く。床には分解された拳銃。その先には左右二つの部屋をつなぐ回転ドアがあったが、中には誰もいなかった。突如回転ドアが動きだすと中から防護マスクで覆面した兵士が2人同時に出現し、主人公と敵は格闘を繰り広げるが、ニール側の敵は一目散に逃げていく。主人公は戦いの中でドアから出現した敵は逆行状態でバラバラの拳銃の部品が逆行して拳銃が完成し、さらに拳銃の弾丸は逆行しガラスにあった銃撃跡が消えていることに気づく。格闘戦を繰り広げ何とか敵を追い詰め尋問するもすんでのところで逃してしまう。（シーン1）》
セイターは未来人と共謀し第三次世界大戦を勃発させ人類滅亡を目論んでいる。予想以上に危険な人物であることを知った主人公はセイターに接触を図り、ウクライナが管理している9つのアルゴリズムの1つである「プルトニウム241」強奪を計画していることを話し、信用させる。
《ウクライナでニール率いる部隊と共に「プルトニウム241」強奪に成功した主人公達だったが、突如逆行状態のセイター達の邪魔が入り、横転した車が逆行してバック状態で走る現象を目の当たりにし現場はパニックになる。さらにはキャットを人質に取られ、「プルトニウム241」を奪われてしまう。（シーン2）》
主人公はそのままセイターの部下達にアジトへと連れ去られるがそこにはオスロ空港の回転ドアの部屋と同じく2つの回転ドアとガラス越しの部屋で隔てられた場所だった。主人公は赤いライトの部屋で、セイターとキャットは青いライトの部屋で主人公が順行状態、セイターが逆行状態のため、スピーカーでお互いの声を逆再生しての尋問が行われた。逆行状態のセイターはキャットを逆行弾で負傷させても尚尋問を繰り返すが突如、アイブス（アーロン・テイラー＝ジョンソン）率いる部隊が主人公を救出する為アジトを襲撃しセイター達はさらに逆行して過去へと逃亡する。
こちら側の作戦が全て筒抜けになっていることに主人公は取り乱して詰め寄るが、アイブスはこれはセイターが"挟撃作戦"を利用して時間の前と後ろから挟み撃ちする形で過去と未来を行き来きしており、情報が筒抜けになっているのはセイターが未来で結果を知りそれを過去で実行するからだと説明した。だがその前に逆行弾で致命傷を負ったキャットの傷を癒さなければならない。唯一の頼みの綱として1週間ほど時間を逆行する必要があるが、その時間で1週間前のオスロ空港の回転ドアを利用することを提案する。
《その前に逆行状態でセイターの情報を知る必要があると考え、先程のハイウェイ上に放置された「プルトニウム241」の保管ボックスの中に盗聴器を仕掛けた。順行状態のボックスは浮き上がり、セイター達の車へと吸い込まれる。だがカーチェイスの末に同じく逆行状態のセイター達により主人公の乗った車は横転させられてしまう。（シーン2:逆行状態）》
爆破炎上する車に取り残されるも逆行状態で低体温症でニールに救出された主人公は重症のキャットと共にオスロ空港へ。盗聴器の情報によりセイターが捨てられた街"スタルスク12"に保管している情報を察知する。
《1週間前のオスロ空港の事故の日まで逆行した主人公達はキャットを連れて行動を開始するが、主人公はジャンボジェット機の逆行爆発の衝撃でフリーポートの中へと吹き飛ばされてしまう。そこにはあの日、自分に銃口を突きつけ尋問する自分自身の姿があった。あの時戦った覆面の敵は未来の主人公なのだと知る。主人公は過去の主人公から離れようとするが、格闘戦を繰り広げてしまい、危うく自身の拳銃で過去の主人公を殺しかけてしまう。格闘の末拳銃を分解しそのまま回転ドアに飛び込み逆行から順行するが過去のニールに捕らえられてしまう。だが過去のニールは未来から逆行してきた主人公だと直感したことで主人公を逃す。（シーン1:逆行状態）》
安全を確保し、ニールはキャットと共に回転ドアで逆行から順行状態へ。どうしてあの時の敵が自分であることを隠していたのかと主人公はニールに問いかけるが、起きたことは仕方ないし、話してもどうにもならず、秘密が常套手段だと返される。
再びプリヤに接触した主人公は、セイターが死んだ途端にアルゴリズムが完成して作動すると世界そのものの逆行が起き世界が破滅することを知り、それに対しTENETの実働部隊が逆行してアルゴリズムの作動を阻止する為の作戦準備中であることも知る。アイブスとホイーラーの合同指揮で行われる作戦に主人公とニールも合流し、アルゴリズムが保管されておりセイターのアジトである捨てられた街"スタルスク12"へ逆行を開始する。アイブス率いる順行状態の「赤チーム」とホイーラー率いる逆行状態の「青チーム」の二手に分かれて"挟撃作戦"を開始する。キャットも主人公達に協力し、セイターの死を阻止するべく行動を開始する。
《主人公はアイブス達赤チームと順行してヘリでスタルスク12へ。着陸して逆行状態の青チームの脱出経路を確保し居住区に突入して敵と交戦し、主人公・アイブスの2人による"別働隊"が本命であるアルゴリズムの奪取に挑む。赤チームからは青チームがコンテナから戦場へ作戦を終了しつつ逆行している様子がうかがえた。順行・逆行状態の敵・味方が入り乱れる何が起きても不思議ではないカオスな戦場で、主人公とアイブスは作戦を開始する為にチームにビルの破壊と称して陽動を行わせ、アルゴリズムが保管されている地下への入り口へ向かう。だが、入口が爆破され脱出不能になる。（シーン3）》
《ニールはホイーラー達青チームと逆行してヘリに積まれたコンテナの中に入ってスタルスク12へ。今回の作戦の結果を知る青チームは着陸して赤チームの為の情報収集をしつつ敵の排除を開始。青チームからは赤チームがヘリから戦場へ作戦を終了しつつ逆行している様子がうかがえた。通常状態の攻撃にも苦戦しつつも作戦を継続し、ビルが破壊されることを知っているホイーラー達はビルを破壊して赤チームを援護する。その最中、順行状態で逆行して動いているセイターの部下がアルゴリズムが保管されている地下への入り口へ爆破トラップを仕掛けているのを目撃したニールは、セイター達が使っているスタルスク12にある回転ドアを使うことを考える。（シーン3:逆行状態）》
キャットはマヒアと共に行動し、その日にあったことを思い出していた。セイターと口論になり息子と共に船を降り、その船から謎の女が海へと飛び込む姿を見て、その女のように海に飛び込める自由が欲しいと感じていたことを。そしてセイターの愛人と思われるその女を見て思ったのは嫉妬ではなく羨む心である、と。ほどなくしてセイターの船へと潜入したキャットは作戦終了と同時にセイターを殺すべく、時間稼ぎの役割を受け持つ。
なんとか保管場所まで辿り着くも、そこはゲートで施錠されており内部への侵入は不可能だった。そこにはTENETの兵士が倒れており、セイターの部下がアルゴリズムを葬るべく行動していた。無線からセイターが勝利宣言の如く「未来から破滅を望まれるのなら破滅すべきだ」と誇らしげに語る。その様子を聞いていたキャットはこれまでのセイターの独占的かつ支配的な行動や言動が蘇り、ご機嫌取りの時間稼ぎも我慢の限界を迎えたことで、セイターを怒りに任せて射殺してしまう。キャットはセイターの死体と共に船を離れるが、そこで海へと飛び込んだと同時にあることに気付く。あの時飛び込んだ女は自分自身だったのだと。主人公達はセイターの部下から反撃を受け何もできないが、突如兵士の死体が逆行状態で立ち上がり、主人公の身代わりで弾を受け、そのまま扉を開錠し閉じて去っていった。扉が開いたことで機を逃すまいと主人公はセイターの部下に襲いかかり、アルゴリズムを奪取する。
作戦終了の爆発のタイムリミットが迫り、赤チームはヘリに、青チームはコンテナに乗りスタルスク12からの脱出を図る。爆発まで残りわずかとなり逃げ道がない主人公とアイブスの前にニールが投げたロープが落ちてきた。ニールは逆行状態から順行状態となり、主人公達に出入り口に罠を仕掛けられていることを警告しようとするが失敗したため、作戦終了の爆発と同時に救い出す計画に移行していた。
スタルスク12の地下大爆発と同時にロープに捕まり救出された主人公とアイブスの姿にニールは歓喜の声を挙げる。生き残った3人は奪取したアルゴリズムを処分する任務をこなそうとするが、アイブスが処分したことを知る者は消すと宣言してその場を立ち去る。ニールも次の任務の為その場を去ろうとするが、主人公はニールの装備を見て声を上げる。ニールの背負うバックパックにぶら下がる、コインのストラップ。それはあのオペラハウスで自身を助けた兵士、そして先ほど逆行状態で自身の身代わりで射殺された兵士の装備だ。主人公はニールに対し一体何者なのかと尋ねる。それに対しニールはこう答えた。「この戦いの真の指揮官は未来の君だ。僕は未来の君に雇われた。君が僕と会うのは何年か未来だけど、僕が君と出会ったのは何年も昔だ」。ニールは自分が死ぬと分かっていても任務を継続しなければならないことを語り、その場を去る。主人公の目には涙が浮かんでいた。
スタルスク12での作戦からしばらく経ち、TENETや時間の逆行、アルゴリズムなどのことを知りすぎたキャットを抹消すべくプリヤは行動していたが、突如現れた主人公に阻止される。主人公は全てを知り、そのことをプリヤに話しに来たのだと語る。「TENETを創設したのは未来の俺で、あなたを雇ったのも未来の俺。俺もあなたも未来の俺の掌で踊らされていたに過ぎない。全ての黒幕は俺自身だ」。プリヤを自分の障害と見なし殺害した後、そこから見えるキャットは息子と共に幸せそうに過ごしており、主人公はただ2人の姿を見守っていた。

## キャスト
名もなき男
演 - ジョン・デヴィッド・ワシントン、日本語吹替 - 田村真
劇中で名前を呼ばれることも、偽名を含め名乗る場面も一切なく、度々"アメリカ人"とだけ呼ばれ、公式WEBサイトやパンフレットでは便宜上"名もなき男"と紹介されているが、原語では"PROTAGONIST"であり、作中における二つの役割を示すダブルミーニングとなっている。本作序盤でCIAの工作員としてプルトニウム241を回収しようとするロシア人組織に潜入。ウクライナ警察の特殊部隊に紛れ極秘任務に参加するも救出対象のスパイをすり替えたことが発覚。拉致・拷問を受けるも自決用毒薬での自殺を図る。その後フェイからTENETへのスカウトテストであったことを知らされ、人類破滅の危機を救う任務に赴くこととなる。
証拠隠滅のためにオペラハウスを爆破する際、人質の観客達に罪はないとして任務外である爆弾収集をしたり、キャットに同情して彼女の解放に積極的になったりと強い正義感を持つ。またオペラハウスでの作戦後に仲間が全滅したことやニールの正体を知った時に涙を流すなど、慈愛心の持ち主でもある。
過去にパラシュート降下訓練中、脚を骨折したとを語っており、サンジェイ・シンの居城から脱出するためのバンジージャンプには顔を強張らせている。特技である銃の分解が、敵の武装解除に生かされるなど、ストーリー中の伏線になっている。任務中には飲酒しない主義で、ダイエットコークを愛飲しているとニールから指摘されている。
ニール
演 - ロバート・パティンソン、日本語吹替 - 櫻井孝宏
主人公に協力する男。クールに任務をこなす反面、ユーモラスな一面もあり、オスロ空港での火災を起こすための陽動もジャンボジェット機をフリーポートへ激突させるなど派手さを求める。物理学の修士号を取得していると豪語するだけあって頭脳明晰で時間の逆行に対しても理解が早い。電子ロックのパスコードを一瞬で記憶するなど、扉の解錠を得意技とする。
登場から、主人公に関する事情を知っている一面が見られ、劇中で取り乱した主人公からセイターと通じているスパイなのではと疑われた。終盤で、TENETの"挟撃作戦"中にピンチに陥った主人公を救うために逆行チームから離脱して順行し、命をかけて主人公を救う。キーアイテムとなるコインのストラップの付いたバックパックを背負って、主人公のピンチを救っている。
キャサリン“キャット”・バートン
演 - エリザベス・デビッキ、日本語吹替 - 清水はる香
ロンドンで絵画の鑑定士をしているセイターの妻。セイターから暴力的な仕打ちを受けるも、息子を人質に取られて逃げ出せずにいる。逆行したセイターの手で銃撃され重傷を負うが、主人公達の機転により無事回復（ただし、腹部に治癒痕が残る）し、挟撃作戦中にセイターの足止めすべく過去へと逆行するが、セイターの主人公達への挑発的な発言から過去の因縁が甦り、怒りに任せて彼を殺害してしまう。
アンドレイ・セイター
演 - ケネス・ブラナー、日本語吹替 - 内田直哉
在英ロシア人の大富豪で表向きには天然ガスで富を築いたとされるも、正体は銃器を売り捌く武器商人。ソ連の核保有施設からの放射能漏れ事故で廃墟と化した街"スタルスク12"の出身。若かりし日に事故後の爆心地でプルトニウムを採掘する仕事をしていたが、未来人から過去に送られてきた「大量の金塊」と「隠されたアルゴリズムを探し出す契約書」を見つけたことで現在の地位を確立する。大量の放射線を浴び続けた結果、末期の膵臓癌を患っている。
プリヤ
演 - ディンパル・カパーディヤー、日本語吹替 - 高島雅羅
サンジェイ・シンの妻で、夫の組織の実権を握っている。主人公との接触を経て協力するTENETの主要メンバーだが、主人公がキャットを巻き込む事に対しては、TENETの秘密主義にそぐわないとして反対の立場を示す。TENETの真の"黒幕"がプリヤとは別にいることを主人公に見抜かれている。
マヒア
演 - ヒメーシュ・パテル、日本語吹替 - 藤田大助
ニールから依頼されオスロ空港の作戦に飛行機班として協力する男。再び依頼され、スタルスク12の作戦にて、ポンペイのヨットへキャットを誘導する役目を担う。
バーバラ
演 - クレマンス・ポエジー、日本語吹替 -  まつだ志緒理
時間を逆行する武器と未来から送られてきた第三次世界大戦の遺産を研究するTENETの女性科学者。
アイブス
演 - アーロン・テイラー＝ジョンソン、日本語吹替 - 小松史法
プリヤ直属の部隊の指揮官。スタルスク12の戦いでは、順行状態・赤チームの隊長を務める。任務に忠実であると同時に、スタルスク12の別働作戦で"生きて戻れない作戦"に仲間は寄越さず自分だけで進めようとする一面もある。
フェイ
演 - マーティン・ドノヴァン、日本語吹替 - 伊藤和晃
主人公をTENETに勧誘し、第三次世界大戦を防ぐ任務を与える男。
マイケル・クロズビー卿
演 - マイケル・ケイン、日本語吹替 - 青森伸
MI6の連絡役で、ロンドンで主人公に情報提供を行う。ブルックス・ブラザーズのスーツを着て現れた主人公の出で立ちを、大富豪たるセイターと会うには不相応だとの皮肉を込めて指摘し、クレジットカードを渡す英国紳士。
ボルコフ
演 - ユーリー・コロコリニコフ、日本語吹替 - 拝真之介
口数の少ないセイターの忠実な部下。スタルスク12の戦いではセイターの直命を受けて、完成させたアルゴリズムを未来人に送るためのタイムカプセルを埋蔵しようとする。
ホイーラー
演 - フィオナ・ドゥーリフ、日本語吹替 - 行成とあ
アイブスと同じくプリヤ直属の部隊の傭兵。タリンで逆行世界のルールを主人公に教授する。スタルスク12の戦いでは、逆行状態・青チームの隊長を務める。
サンジェイ・シン
演 - デンジル・スミス、日本語吹替 - 加藤亮夫
ムンバイの武器商人。組織の実権を握っている妻のプリヤにとっての"商売の顔"に過ぎず、取引の内容を口外する事を頑なに拒む。
クラウス
演 - ジャック・カットモア＝スコット、日本語吹替 - 落合佑介
オスロ空港内のフリーポートのスタッフ。ニールの倉庫内の消火設備を拝見したいという質問に対し「窒息したら大変なのでオススメしない」、個人的な考えとして「依頼主にとって大事なのは我々従業員ではなく、保管している美術品だ」と軽口も言える。
マックス
演 - ロウリー・シェパード、日本語吹替 - 飯沼南実
キャットとセイターの息子。キャットがセイターから逃げられないようにするための人質同然だが、同時にセイターもマックスを愛してる事を仄めかしている。

## 製作

### 製作準備段階
脚本と監督をこなしたクリストファー・ノーランは、TENETの背後の着想を20年間に渡って温めたが、「私はこの脚本の練り直しに6, 7年は掛けている」と発言している。原題「TENET」は、回文であり、前から読んでも後ろから読んでも同じである。ノーランは、スパイ映画からの影響を、自らの記憶のみに留めるように意識的に努力した。マカロニ・ウエスタン映画『ウエスタン』（または『ワンス・アポン・ア・タイム・イン・ザ・ウェスト』、原題：C'era una volta il West、英題：Once Upon a Time in the West）（1968年）から脚本の着想を得た。特殊効果を担当したスコット・R・フィッシャーは、第二次世界大戦の映画やドキュメンタリーを観て、現実感の参考とした。理論物理学者のキップ・ソーンは、ノーランと「インターステラー」（2014年）で共に働いたが、時間と量子力学の主題について相談を受けた。
日本語版の字幕および吹替翻訳はノーラン監督作品常連のアンゼたかしが務め、『インターステラー』以来ノーラン監督の大ファンという東京工業大学理学院助教の山崎詩郎が監修。山崎は日本版オフィシャルサイトにコメントも寄せている。

## 公開

### 公開日延期
アメリカでは当初2020年7月17日に劇場公開予定だったが、ワーナー・ブラザースは新型コロナウイルスの影響により、『ワンダーウーマン1984』と共に公開日を延期することを同年6月に発表。一旦同年7月31日に公開することを発表していたが、一部の州で感染者の拡大が続いており、映画館の閉鎖が継続していることを受けて、再度延期することを発表した。
その後、2020年7月にワーナーはアメリカでの公開日を同年9月3日に再設定したことを発表。同時にイギリスやアラブ首長国連邦などでは同年8月26日と27日に先行で公開することも明らかにした。

## 評価

### 興行成績
アメリカよりも先行して公開されたイギリス、フランス、ドイツなど世界41市場でのオープニング記録の合計は事前予想を上回る5300万ドルとなり、オランダ、ウクライナ、ハンガリーなどではノーラン作品史上最高のオープニング記録を樹立、サウジアラビアでは国内で公開されたハリウッド映画として史上最高の記録となった。
日本でも週末興行収入ランキングで初登場から4週連続1位（観客動員数は3週目のみ『浅田家!』）を獲得、国内興行収入は20億円を突破した。また、公開4日間の国内IMAXオープニング成績（2020年9月18日から21日）が世界各国での本作公開4日間IMAXオープニング成績の中で売り上げ1位を記録し、監督のクリストファー・ノーランから池袋（東京）のグランドシネマサンシャイン宛に直筆の感謝状が届いた。
しかし、制作国であるアメリカでは、未だにロサンゼルスやニューヨークといった主要市場の映画館再開の見通しが立っていないことが災いし、アメリカ国内の興行収入は公開5週間で4500万ドルと大きく低迷。全世界興収は2020年公開映画の中で4位となる3億6293万ドルであり、海外興行収入の好調がアメリカ市場の不振によって引きずられる形となった。この苦戦により、ワーナーと同業会社であるウォルト・ディズニー・カンパニーやユニバーサル・ピクチャーズといったハリウッドの各映画会社が2020年内に公開予定だった大作映画を相次いで延期させたり、ワーナーも2021年に公開予定の映画17本を劇場と同時に定額制動画配信サービスのHBO Maxでも同時公開させるなどの影響を及ぼした。
ワーナー親会社であるAT&T最高経営責任者（CEO）のジョン・スタンキーは、「『TENET テネット』の結果がホームランだったとは言えない」とコメントした。また、ノーランは前述の同業会社公開予定映画延期の決断について、「彼らは（『TENET テネット』が）コロナ以前の期待に沿えなかったことばかりに注目して、そのことを、パンデミックのさなか、映画館にひたすら損をさせていることの言い訳として使い始めている」と批判している。
2021年9月、ノーランは次回作の製作と配給をこれまでのワーナーからユニバーサルに変えることが決まったと報じられた。これにより、ワーナーは2002年公開の『インソムニア』から約20年間続いてきたノーランとの関係が解消することになる。

### 映画批評家によるレビュー
Rotten Tomatoesによれば、批評家の一致した見解は「映画愛好家たちが解き放つ視覚的にきらびやかなパズルである『TENET テネット』は、観客がクリストファー・ノーラン作品に期待する知的スペクタクルの全てを提供している」であり、353件の評論のうち高評価は70%にあたる246件で、平均点は10点満点中6.9点となっている。
Metacriticによれば、50件の評論のうち、高評価は33件、賛否混在は17件、低評価はなく、平均点は100点満点中69点となっている。